# Eric och Ingrid Lilliehööks stipendium
Eric och Ingrid Lilliehööks stipendium instiftades 2007 och skall tilldelas författare, översättare och bibliotekarier. Stipendiet delas ut av Svenska Akademien och var de två första åren på 60 000 svenska kronor och sedan 2013 på 100 000. Stipendiet har fått sitt namn efter Eric Lilliehöök, mångårig bibliotekarie vid Sigtunastiftelsens bibliotek, och hans hustru.

## Pristagare
- 2007 – Göran Bergengren, författare[1]
- 2008 – Fateme Behros, författare och översättare[2]
- 2009 – Eva Adolfsson, författare[3]
- 2010 – Pär Bergman, översättare[4]
- 2011 – Torsten Samzelius, bibliotekarie[5]
- 2012 – Inger Alfvén, författare[6]
- 2013 – Janina Orlov, översättare[7]
- 2014 – Arne Johnsson, bibliotekarie[8]
- 2015 – Carina Burman, författare[9]
- 2016 – Jan Henrik Swahn, författare och översättare[10]
- 2017 – Mikael Johansson, bibliotekarie[11]
- 2018 – Linnea Axelsson, författare[12]
- 2019 – Erik Carlquist, översättare[13]
- 2020 – Lena Biörnstad Wranne, bibliotekarie[14]
- 2021 – Torbjörn Flygt, författare[15]
- 2022 – Rebecca Alsberg, bibliotekarie och översättare[16]
- 2023 – Carina Norderäng, bibliotekarie[17]
- 2024 – Judith Kiros, författare

### Fotnoter
1. ↑  ”Eric och Ingrid Lilliehööks stipendium | Svenska Akademien”. www.svenskaakademien.se. https://www.svenskaakademien.se/press/eric-och-ingrid-lilliehooks-stipendium. Läst 16 juni 2020.
2. ↑  ”Eric och Ingrid Lilliehööks stipendium | Svenska Akademien”. www.svenskaakademien.se. https://www.svenskaakademien.se/press/eric-och-ingrid-lilliehooks-stipendium-0. Läst 16 juni 2020.
3. ↑  ”Eric och Ingrid Lilliehööks stipendium | Svenska Akademien”. www.svenskaakademien.se. https://www.svenskaakademien.se/press/eric-och-ingrid-lilliehooks-stipendium-1. Läst 16 juni 2020.
4. ↑  ”Eric och Ingrid Lilliehööks stipendium | Svenska Akademien”. www.svenskaakademien.se. https://www.svenskaakademien.se/press/eric-och-ingrid-lilliehooks-stipendium-2. Läst 16 juni 2020.
5. ↑  ”Eric och Ingrid Lilliehööks stipendium | Svenska Akademien”. www.svenskaakademien.se. https://www.svenskaakademien.se/press/eric-och-ingrid-lilliehooks-stipendium-3. Läst 16 juni 2020.
6. ↑  ”Eric och Ingrid Lilliehööks stipendium | Svenska Akademien”. www.svenskaakademien.se. https://www.svenskaakademien.se/press/eric-och-ingrid-lilliehooks-stipendium-4. Läst 16 juni 2020.
7. ↑  ”Eric och Ingrid Lilliehööks stipendium | Svenska Akademien”. www.svenskaakademien.se. https://www.svenskaakademien.se/press/eric-och-ingrid-lilliehooks-stipendium-5. Läst 16 juni 2020.
8. ↑  ”Eric och Ingrid Lilliehööks stipendium | Svenska Akademien”. www.svenskaakademien.se. https://www.svenskaakademien.se/press/eric-och-ingrid-lilliehooks-stipendium-7. Läst 16 juni 2020.
9. ↑  ”Eric och Ingrid Lilliehööks stipendium | Svenska Akademien”. www.svenskaakademien.se. https://www.svenskaakademien.se/press/eric-och-ingrid-lilliehooks-stipendium-6. Läst 16 juni 2020.
10. ↑  ”Eric och Ingrid Lilliehööks stipendium | Svenska Akademien”. www.svenskaakademien.se. https://www.svenskaakademien.se/press/eric-och-ingrid-lilliehooks-stipendium-8. Läst 14 september 2018.
11. ↑  ”Eric och Ingrid Lilliehööks stipendium | Svenska Akademien”. www.svenskaakademien.se. https://www.svenskaakademien.se/press/eric-och-ingrid-lilliehooks-stipendium-9. Läst 14 september 2018.
12. ↑  ”Svenska Akademiens priser våren 2018 | Svenska Akademien”. www.svenskaakademien.se. https://www.svenskaakademien.se/press/svenska-akademiens-priser-varen-2018. Läst 14 september 2018.
13. ↑  ”Eric och Ingrid Lilliehööks stipendium | Svenska Akademien”. www.svenskaakademien.se. https://www.svenskaakademien.se/press/eric-och-ingrid-lilliehooks-stipendium-10. Läst 4 november 2019.
14. ↑  ”Eric och Ingrid Lilliehööks stipendium | Svenska Akademien”. www.svenskaakademien.se. https://www.svenskaakademien.se/press/eric-och-ingrid-lilliehooks-stipendium-11. Läst 16 juni 2020.
15. ↑  ”Högtidssammankomst 2021 | Svenska Akademien”. www.svenskaakademien.se. https://www.svenskaakademien.se/akademien/sammankomster/hogtidssammankomsten/hogtidssammankomst-2021. Läst 21 december 2021.
16. ↑  ”Högtidssammankomst 2022 | Svenska Akademien”. www.svenskaakademien.se. https://www.svenskaakademien.se/akademien/sammankomster/hogtidssammankomsten/hogtidssammankomst-2022. Läst 27 december 2022.
17. ↑  ”Högtidssammankomst 2023 | Svenska Akademien”. www.svenskaakademien.se. https://www.svenskaakademien.se/svenska-akademien/sammankomster/hogtidssammankomsten/2023. Läst 30 december 2023.